# 레고 쥬라기 월드: 이슬라 누블라 섬의 전설
《레고 쥬라기 월드: 이슬라 누블라 섬의 전설》(Lego Jurassic World: Legend of Isla Nublar)는 레고에서 공룡 세계를 소재로 한 원작 영화 쥬라기 월드를 바탕으로 한 애니메이션 작품이다.

## 개요
미국의 니켈로디언과 캐나다의 패밀리 채널에서 2019년 7월 6일부터 10월 30일까지 방송되었다. 대한민국에서는 투니버스, 대교어린이TV, 재능TV, 애니원, 애니박스, 챔프TV, KBS 키즈, 애니맥스에서 방영되고 있다.

## 같이 보기
- 레고 쥬라기 월드